# Tanka (Ethnie)

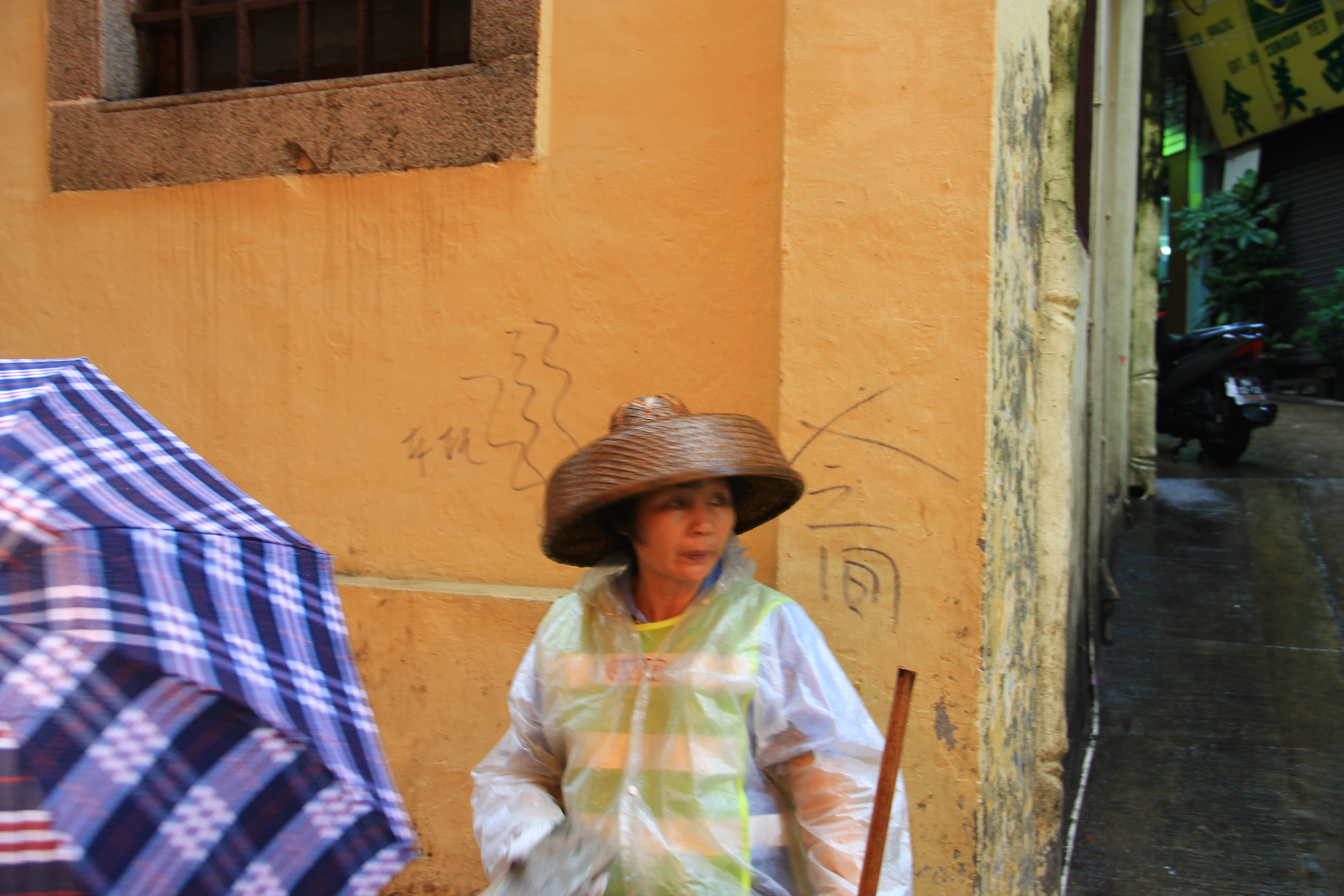
Tanka-Frau in Macau

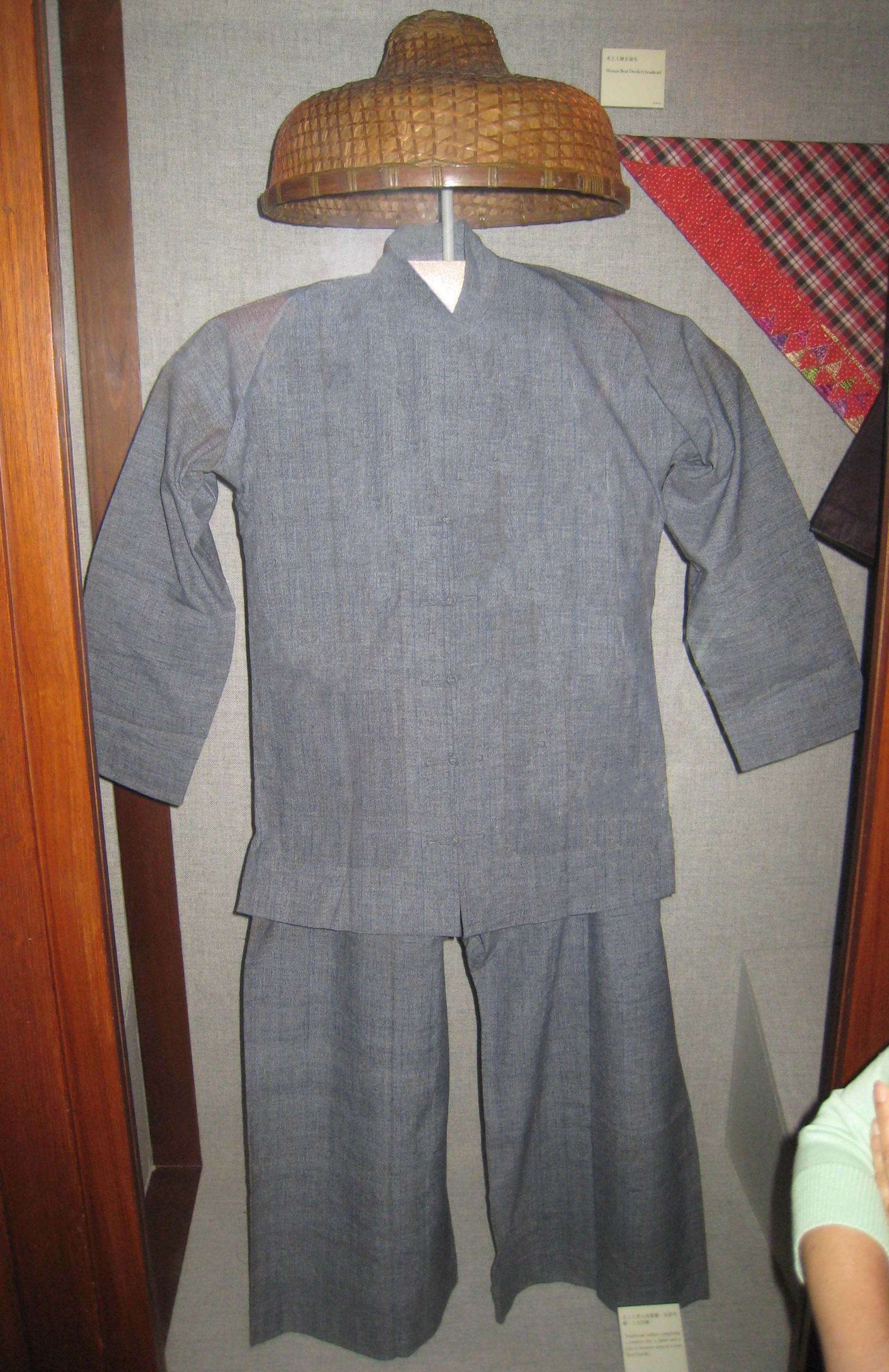
Traditionelle Tanka-Kleidung in einem Hongkonger Museum.

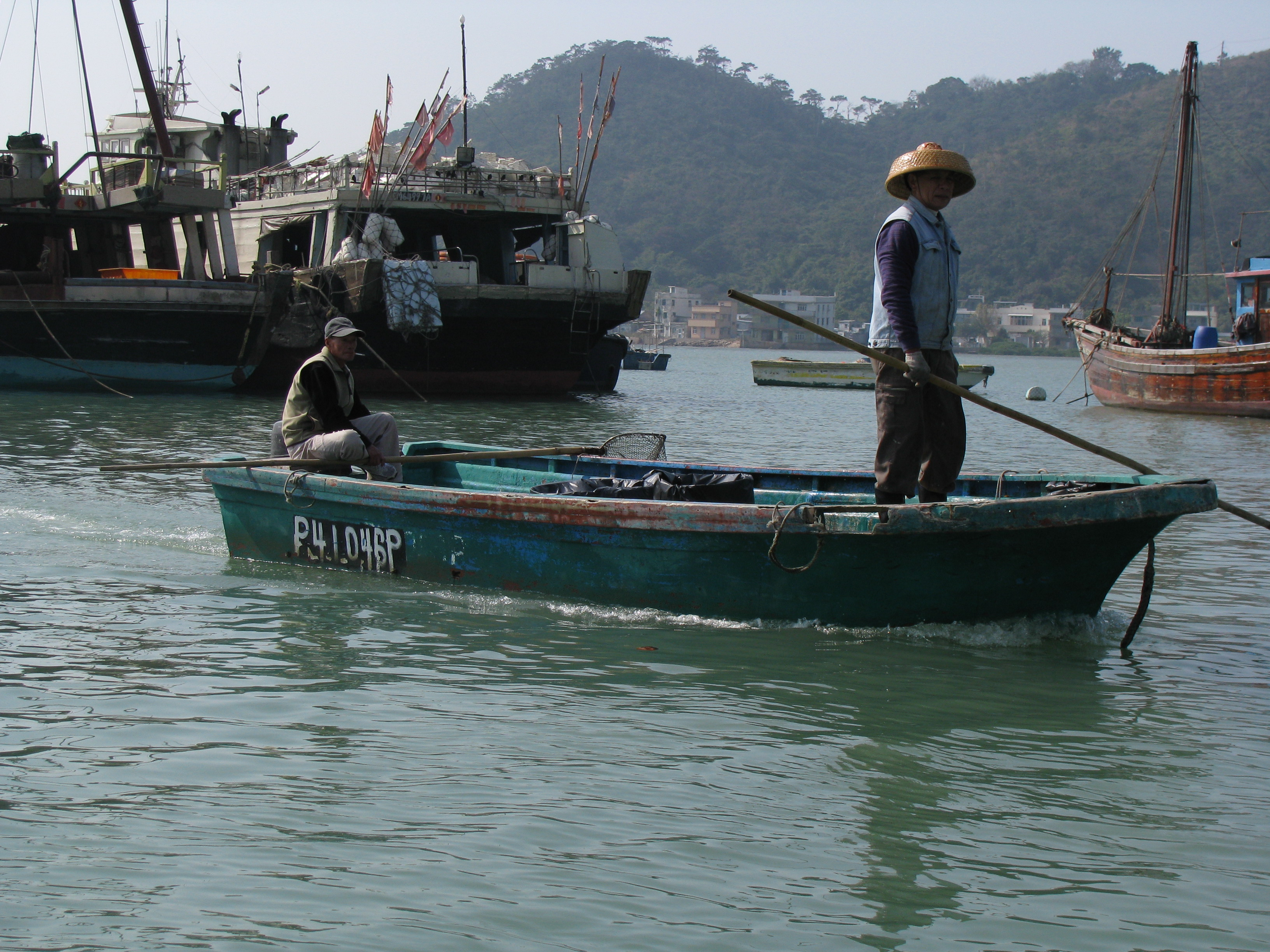
Tanka in Hongkong

Die Tankas oder Boat people (deutsch Bootsbewohner; Wörtlich: Bootmenschen; Auch: Schiffsvolk) sind eine sinisierte ethnische Gruppe in Südchina, die traditionell auf Dschunken in den Küstengebieten von Guangdong, Guangxi, Fujian, Hainan, Shanghai, Zhejiang und entlang des Jangtsekiang leben, sowie in Kowloon (Hongkong) und Macau. Außerhalb von Guangdong haben sie andere Bezeichnungen. Obwohl viele heute an Land leben, leben einige der älteren Generationen immer noch auf ihren Booten und verdienen ihren traditionellen Lebensunterhalt mit der Fischerei. Historisch gesehen galten die Tankas als Ausgestoßene. Da es sich um Bootsflüchtlinge handelte, die am Meer lebten, wurden sie sowohl von Chinesen als auch von Briten manchmal als „Seezigeuner“ (sea gypsies) bezeichnet. Die Ursprünge der Tanka lassen sich auf die einheimischen ethnischen Minderheiten Südchinas zurückführen, die historisch als Baiyue bekannt waren und möglicherweise auf dem Meer Zuflucht suchten und sich allmählich in die Han-Kultur aufgingen. Allerdings haben Tanka viele ihrer Traditionen bewahrt, die in der chinesische Han-Kultur nicht zu finden sind.
Eine kleine Anzahl von Tankas lebt auch in Teilen Vietnams. Dort werden sie Dan (Đàn) genannt und als Untergruppe der Ngái-Ethnie eingestuft.
| Traditionelles Chinesisch                           | Jyutping                                                 | Yale                                             | Pinyin                               | Min Dong Fuzhou BUC                      | Englisch | Deutsch |
| 1. 蜑家 2. 艇家 3. 水上人 4. 曲蹄 5. 蜑民 6. 曲蹄囝 | 1. Daan6gaa1 2. Teng5gaa1 3. Seoi2soeng6jan4 4. Kuk1tai4 | 1. Daahngā 2. Téhnggā 3. Séuiseuhngyàn 4. Kūktài | 1. Dànjiā 2. Tǐngjiā 3. Shuǐshàngrén | 4. Kuóh-dà̤ 5. Dáng-mìng 6. Kuóh-dà̤-giāng | 1. Dan families 2. boat households 3. people on water 4. crooked hoof, bowlegged 5. Dan people 6. crooked hoof children, bowlegged children | 1. Dan-Familien 2. Bootshaushalte 3. Menschen auf dem Wasser 4. krummer Huf, o-beinig 5. Dan Leute 6. Kinder mit krummen Hufen, Kinder mit O-Beinen |

## Etymologie und Terminologie
Nach Angaben des Beamten Liu Zongyuan (Liou Tsung-yüan; 柳宗元; 773–819) aus der Tang-Dynastie ließen sich Tanka-Leute in den Booten der heutigen Provinz Guangdong und der autonomen Region Guangxi Zhang nieder.
„Tank“ ist ein kantonesischer Begriff für Boot oder Dschunke und „ka“ bedeutet Familie oder Völker. Der Begriff Tanka gilt heute als abwertend und wird nicht mehr allgemein verwendet. Diese Bootsbewohner werden heute in China als „Menschen auf dem Wasser“ (chinesisch 水上人, Pinyin shuǐshàng rén, Yale Séuiseuhngyàn, englisch on-water people) oder „Menschen des südlichen Meeres“ (chinesisch 南海人, Yale Nàamhóiyàn, englisch people of the southern sea) bezeichnet. Es gibt keine standardisierte englische Übersetzung dieses Begriffs. „Boat People“ ist eine häufig verwendete Übersetzung, kann jedoch mit der ähnlichen Bezeichnung für vietnamesische Flüchtlinge verwechselt werden. Der Begriff „Boat Dwellers“ (Bootsbewohner) wurde 1999 von Dr. Lee Ho Yin von der Universität Hongkong vorgeschlagen und vom Hong Kong Museum of History für seine Ausstellung übernommen.
Die Tanka sprechen Kantonesisch. Allerdings sprechen die in Fujian lebenden Tanka Min Dong mit Fuzhou-Dialekt.
„Boat People“ war eine allgemeine Bezeichnung für die Tanka. Der Name Tanka wurde nur von Kantonesern verwendet, um die Tanka des Perlflussdeltas zu beschreiben.
Die Tanka-Boat-Völker der Jangtse-Region wurden als „Neun-Familien-Fischerhaushalte“ (Nine surnames fishermen households) bezeichnet, während die an Land lebenden Tanka-Familien „Mittlere-Haushalte“ (Mean households) genannt wurden.
Aufgrund ihrer Lebensweise gab es zwei verschiedene Kategorien von Menschen, die wiederum in verschiedene Gruppen unterteilt und als Bootsflüchtlinge eingestuft wurden. Die Hakka und Kantonesen lebten an Land. Die Tanka (einschließlich Hokkien-sprechender Tanka-Einwanderer, die oft mit Hoklo verwechselt werden) lebten auf Booten.
Die Unterschiede zwischen den im Meer lebenden Tanka und den Landbewohnern beruhten nicht nur auf ihrer Lebensweise. Kantonesen und Hakka, die an Land lebten, verdienten manchmal ihren Lebensunterhalt mit der Fischerei, aber diese Landfischer haben sich nie mit den Tanka-Fischern vermischt oder geheiratet. Tanka waren von kantonesischen und Hakka-Feierlichkeiten ausgeschlossen.
Die Encyclopedia Americana behauptete, Tanka würden „seit prähistorischen Zeiten“ in Hongkong leben. Britische Berichte über Hongkong, welche die Tankas beschreiben, gehen davon aus, dass es unbekannt ist, seit wann Tankas in Hongkong leben.

## Geografische Verteilung
Das Volk der Tanka kommt an den Küsten und Flüssen der folgenden Regionen vor:
- Zhejiang: Zhoushan-Archipel, Taizhou-Bucht, Wenzhou-Bucht, Sanmen-Bucht, Hangzhou-Bucht, Xin'an-Fluss, Fuchun-Fluss, Lanjiang-Fluss[25]
- Fujian: Min-Flussmündung, Fuqing-Bucht, Xinghua-Bucht, Quanzhou-Bucht, Amoy-Bucht, Zhangzhou-Uferfront
- Guangdong: Jieshi-Bucht, Honghai-Bucht, Daya-Bucht, Dapeng-Bucht, Zhujiang-Flussmündung, Leizhou-Bucht, Lingding Sea, Zhanjiang, Wanshan-Inseln
- Guangxi: You-Fluss
- Anhui: Xin'an-Fluss
- Jiangxi: Gan-Fluss
- Hainan: Qiongzhou-Straße, Sanya-Bucht
- Beijing, Jiangsu, Henan, Hubei, Hunan: Großer Kanal[26]
- Shanghai: city river
- Hong Kong: Kowloon
- Macau: Macau-Bucht

## Ursprünge

### Mythisch
Einige chinesische Mythen behaupten, dass Tiere die Vorfahren der Barbaren waren, darunter auch des Tanka-Volkes. Einige alte chinesische Quellen behaupteten, dass Wasserschlangen die Vorfahren der Tanka seien und dass sie drei Tage im Wasser überleben könnten, ohne Luft zu atmen.

### Geschichtsschreibung
Einige südchinesische historische Ansichten über die Tanka waren, dass sie eine eigenständige ethnische Gruppe der Ureinwohner seien, „überhaupt keine Han-Chinesen“ (not Han Chinese at all). Chinesische kaiserliche Aufzeichnungen besagen, dass die Tanka Nachkommen von Ureinwohnern waren. Tanka wurden auch „Seezigeuner“ genannt (chinesisch 海上吉普賽人, englisch sea gypsies).
Die Tanka galten als Yueh und nicht als Chinesen. Sie wurden im 12. Jahrhundert in drei Klassifikationen eingeteilt: „die Fisch-Tan, die Austern-Tan und die Holz-Tan“, basierend auf dem, was sie beruflich machten.
Die drei Gruppen Punti, Hakka und Hoklo, die alle unterschiedliche chinesische Dialekte sprachen, verachteten und bekämpften sich während der späten Qing-Dynastie. Sie waren sich jedoch alle einig in ihrem überwältigenden Hass auf die Tanka, da die Ureinwohner Südchinas die Vorfahren der Tanka waren. Die kantonesischen Punti hatten die Tanka-Ureinwohner verdrängt, nachdem sie mit der Eroberung Südchinas begonnen hatten.
Der chinesische Dichter Su Dongpo schrieb ein Gedicht, in dem er die Tanka erwähnte.
Die Nankai-Universität in Tianjin veröffentlichte 1936 das Nankai Social and Economic Quarterly Band 9 und bezeichnete die Tanka als Nachkommen der Ureinwohner vor der chinesischen Assimilation. Der Scholar Jacques Gernet schrieb, dass es sich bei den Tanka um Ureinwohner handelte, die als Piraten (Haidao) bekannt waren, die die Versuche der Qing-Dynastie behinderten, die Kontrolle in Guangdong zu erlangen.

### Genetik
Fujian Tanka haben ähnliche Bräuche wie Daic und Austronesier. Sie haben eine größere genetische Affinität zu Daic-Populationen als zu Han-Chinesen in der väterlichen Abstammungslinie, mütterlicherseits sind sie enger mit südlichen Han-Populationen (wie Hakka und Teochew) verwandt. Es wird vermutet, dass die Fujian Tanka hauptsächlich vom alten indigenen Daic-Volk abstammen und nur begrenzte Genflüsse von der Han-chinesischen Populationen haben.
Eine andere Studie über die Tanka kam zu dem Schluss, dass das Tanka-Volk nicht nur eine enge genetische Verwandtschaft mit den Hirsebauern im nördlichen Han- und alten Becken des Gelben Flusses hatte, sondern im Vergleich zum südliches Han auch mehr südostasiatische Vorfahren besaß, die mit den Austronesiern, Kra-Dai und Hmong-Mien verwandt waren. Das Tanka-Volk hatte seine eigene einzigartige genetische Struktur, pflegte jedoch eine enge Beziehung zu geografisch nahe gelegenen südlichen Han-Chinesen-Populationen. Die Ergebnisse bestätigten, dass das Tanka-Volk aus der Vermischung südwärts wandernder Han-Chinesen und südlicher Ureinwohner entstand.

## Krankheiten
Die Tanka leiden häufiger an Lungenkrebs als die Kantonesen und Teochew. Die Rate bei den Teochew ist niedriger als die der Kantonesen.
Tests an der DNA ergaben, dass die Krankheit Thalassämie bei den Tanka weit verbreitet war.
1967 legte Ho Beweise dafür vor, dass Tankas, die täglich Kantonesischen gesalzenen Fisch konsumierten, im Vergleich zur kantonesischen Bevölkerung in Hongkong doppelt so häufig an Nasen-Rachen-Krebs erkrankten.

## Nachnamen
Die Fuzhou Tanka haben andere Nachnamen als die Tanka von Guangdong. Qing Aufzeichnungen deuten darauf hin das „Weng, Ou, Chi, Pu, Jiang, and Hai“ (翁, 歐, 池, 浦, 江, 海) Nachnamen der Fuzhou Tankas sind. Qing Aufzeichnungen besagten auch, dass Tanka-Nachnamen in Guangdong aus „Mai, Pu, Wu, Su, and He“ (麥, 濮, 吴, 蘇, 何) bestanden, alternativ beanspruchten einige Leute Gu und Zeng als Tanka-Nachnamen.

## Berühmte Tankas
- Sinn Sing Hoi
- Henry Fok, Hongkonger Milliardär, Geschäftsmann und Politiker[46]
- Timothy Fok